# Longlegs
Longlegs è un film del 2024 scritto e diretto da Oz Perkins.

## Trama
Oregon, anni settanta. Una bambina con una Polaroid nota un'auto nel vialetto e, attirata dietro casa da una voce misteriosa, viene avvicinata da un eccentrico uomo truccato di bianco.
Oregon, seconda metà anni novanta. L'agente dell'FBI Lee Harker, appena reclutata, dimostra un'intuizione inspiegabile sul campo, suppone correttamente in quale casa vive un assassino, così viene sottoposta a dei test dai quali emerge la sua probabile chiaroveggenza. È così che Lee viene assegnata alla squadra degli agenti speciali Carter e Browning che, da circa trent'anni (il primo caso risale al 14 luglio 1966), sta indagando su dieci brutali omicidi-suicidi: il padre uccide la moglie e i figli (uno dei quali, sempre una femmina, è nato il giorno 14) per poi togliersi la vita. Inoltre, su ogni scena del crimine, è stata ritrovata una lettera (la grafia non appartiene a nessuna delle vittime o a loro conoscenti) scritta in codice e firmata "Longlegs", ma non esistono prove forensi che indichino la presenza di altri soggetti durante le uccisioni.
Una notte, dopo aver conosciuto Anna e Ruby Carter e aver parlato con sua madre Ruth al telefono, riceve la visita di una figura misteriosa. Quest'ultima le lascia un biglietto di auguri per i suoi 9 anni, poiché evidentemente Lee è nata il 14 gennaio, con un passo della Bibbia (Apocalisse 13:1) in codice, accompagnato dalla sua decodifica, oltre a un altro biglietto da decodificare. Lee, con l'aiuto della Bibbia, decifra tutto il testo e scopre che si tratta di una minaccia: se rivelerà a qualcuno come ha scoperto il codice, Longlegs ucciderà sua madre Ruth. L'agente nella sua decodifica scopre due importanti indizi: innanzitutto, Longlegs cita spesso la fattoria dei Camera (omicidio-suicidio avvenuto l’8 marzo 1975) e il fatto che le “X” segnano il luogo della carneficina, poi che ogni omicidio è avvenuto entro sei giorni, prima o dopo, dal compleanno del 14. Difatti, segnando le date degli omicidi su un calendario lineare, queste formano il simbolo occulto di un triangolo rovesciato. Alla serie però manca una data precisa: il 13.
11 gennaio. Seguendo la pista della famiglia Camera, l'unico caso in cui la figlia, Carrie Anne, è ancora viva poiché non era in casa, Lee e Carter si recano alla fattoria e, seguendo delle x che sembrano dei crocifissi sui muri, trovano una bambola con le sembianze della bambina, avente nel cranio uno strano globo di metallo vuoto che emette letture ad alta energia.
12 gennaio. Convinti che Carrie Anne sia la chiave del caso, i due agenti si recano all'ospedale psichiatrico in cui è ricoverata. Qui scoprono che il giorno prima ha ricevuto la visita di qualcuno che si è finto Lee Harker e che, inspiegabilmente, è riuscito a fare uscire la ragazza dal suo stato catatonico. Lee interroga Carrie Anne e scopre che è disposta a tutto per accontentare la persona che le ha fatto visita. Incuriosito dal fatto che Longlegs abbia usato il suo nome, Carter indaga su Lee scoprendo che è nata il 14 gennaio e che la madre denunciò un'intrusione in casa da parte di un uomo pallido, la notte prima del 9º compleanno della figlia (il 13 gennaio 1974). L'agente Carter manda Lee a trovare sua madre per interrogarla in merito alla denuncia, ma Ruth, pur negando qualsiasi ricordo di quel giorno, suggerisce a Lee di cercare tra i suoi effetti dell'infanzia. L'agente, tra i suoi effetti personali, trova una Polaroid col volto dell'uomo pallido (la bambina dell'inizio era lei), in questo modo capisce di aver ricevuto la visita di Longlegs poco prima del suo 9º compleanno.
13 gennaio. Grazie alla foto consegnata da Lee, l'FBI rintraccia e arresta Longlegs, vero nome Dale Ferdinand Kobble, proprio il 13 (la data mancante). Lee, tuttavia, è convinta che l'uomo abbia un complice, poiché il criminale afferma di conoscerla attraverso l’amico di un amico di un amico. Quando si reca nella stanza degli interrogatori, Longlegs conferma di servire "l'uomo di sotto", cita Ruth e inneggia a Satana, poi si suicida sbattendo violentemente la faccia contro il tavolo di metallo. Dato che anche Carrie Anne si è suicidata gettandosi dalla finestra, l'agente Browning, al fine di interrogare Ruth, accompagna Lee dalla donna. Quando Lee entra in casa, Ruth uccide la Browning rimasta in auto, per poi sparare alla testa di una bambola con le fattezze di Lee da bambina, facendo così saltare la sfera da cui esce un vapore nero, che fa perdere conoscenza a Lee.
Oregon, 13 gennaio 1974. Un eccentrico uomo truccato di bianco, che sostiene di essere un amico de "l'uomo di sotto", avvicina la piccola Lee per regalarle una bambola con le sue fattezze, ma Ruth lo caccia e chiama la polizia. La notte stessa l'uomo torna, lega Ruth e la costringe a fare una scelta: lasciare che lui assassini Lee, oppure aiutarlo ad uccidere altre famiglie in cambio della vita di Lee. Ruth accetta di salvare la figlia e così, travestita da suora, inizia a consegnare le bambole di Longlegs, che da allora vive nel seminterrato di casa Harker, alle famiglie prescelte. In questo modo, grazie alla magia satanica della sfera di acciaio presente nel loro cranio, le bambole rendono arrendevoli madri e figlie e convincono i padri a massacrare la loro famiglia.
Oregon, 8 marzo 1975. Ruth Harker, travestita da suora, consegna una bambola con le fattezze di Carrie Anne ai Camera e osserva mentre il signor Camera uccide un prete e la moglie con un’ascia, per poi suicidarsi.
Oregon, seconda metà anni novanta, 13 gennaio. Risvegliandosi nel seminterrato, Lee risponde al telefono e sente una voce demoniaca dirle: "Sei in ritardo per la festa di Ruby". Resasi conto che Ruby Carter compirà 9 anni proprio quel giorno e che la morte dei Carter completerebbe il rituale di Longlegs, Lee si precipita alla loro abitazione, ma Ruth ha già consegnato la bambola e la famiglia è quindi già posseduta. Infatti, Carter uccide la moglie con un coltello e sta per avventarsi sulla figlia quando Lee gli spara uccidendolo. Constatato che Ruth, pur di concludere il rito, ha brandito un pugnale, Lee spara anche a lei. Infine, decide di sparare alla bambola, ma dalla sua pistola, inspiegabilmente, non parte nessun colpo.
Mentre Lee porta via Ruby che continua a fissare la bambola, Longlegs nella stanza degli interrogatori canta la canzoncina di tanti auguri.

## Produzione
Nel novembre 2022 è stato annunciato che Oz Perkins avrebbe diretto un film horror scritto da lui stesso e prodotto e interpretato da Nicolas Cage. Nel febbraio 2023 è stata confermata la presenza nel cast di Maika Monroe, seguita il mese dopo da Alicia Witt e Blair Underwood.
Le riprese principali si sono svolte a Vancouver tra il 16 gennaio e il 23 febbraio 2023.

## Promozione
Il primo trailer è stato diffuso il 2 febbraio 2024.

## Distribuzione
Il film è stato distribuito nelle sale statunitensi il 12 luglio 2024, ed è stato in seguito distribuito in Italia il 31 ottobre.

## Accoglienza

### Incassi
Il film ha incassato 74346140 $ in Nordamerica e 53615796 $ nel resto del mondo, per un totale di 127961936 $. In Italia ha incassato 1787977 €.

### Critica
Su Rotten Tomatoes 317 critici esprimono un gradimento dell'85%, su Metacritic il voto medio di 52 critici è 77/100.

## Riconoscimenti
- 2024 - Seattle Film Critics Society[11]
  - Candidatura al miglior villain dell'anno per Longlegs/Dale Ferdinand Kobble (Nicolas Cage)
- 2025 - Saturn Award[12]
  - Miglior sceneggiatura per Oz Perkins
  - Candidatura al miglior film horror
  - Candidatura al miglior attore non protagonista per Nicolas Cage
  - Candidatura alla migliore scenografia per Danny Vermette
  - Candidatura al miglior trucco per Felix Fox e Madelaine Hermans